# Мессьє 10
Кулясте скупчення M10 (також відоме як M10 та NGC 6254) є кулястим зоряним скупченням в сузір'ї Змієносця.

## Історія відкриття
Було відкрито Шарлем Мессьє в 29 травня 1764.

## Цікаві характеристики
Скупчення має видимий поперечник близько 20 ', що відповідає діаметру 83 світлових років, беручи до уваги відстань до Землі в 14 300 світлових років. У скупченні було виявлено тільки 4 змінні зірки.

## Спостереження

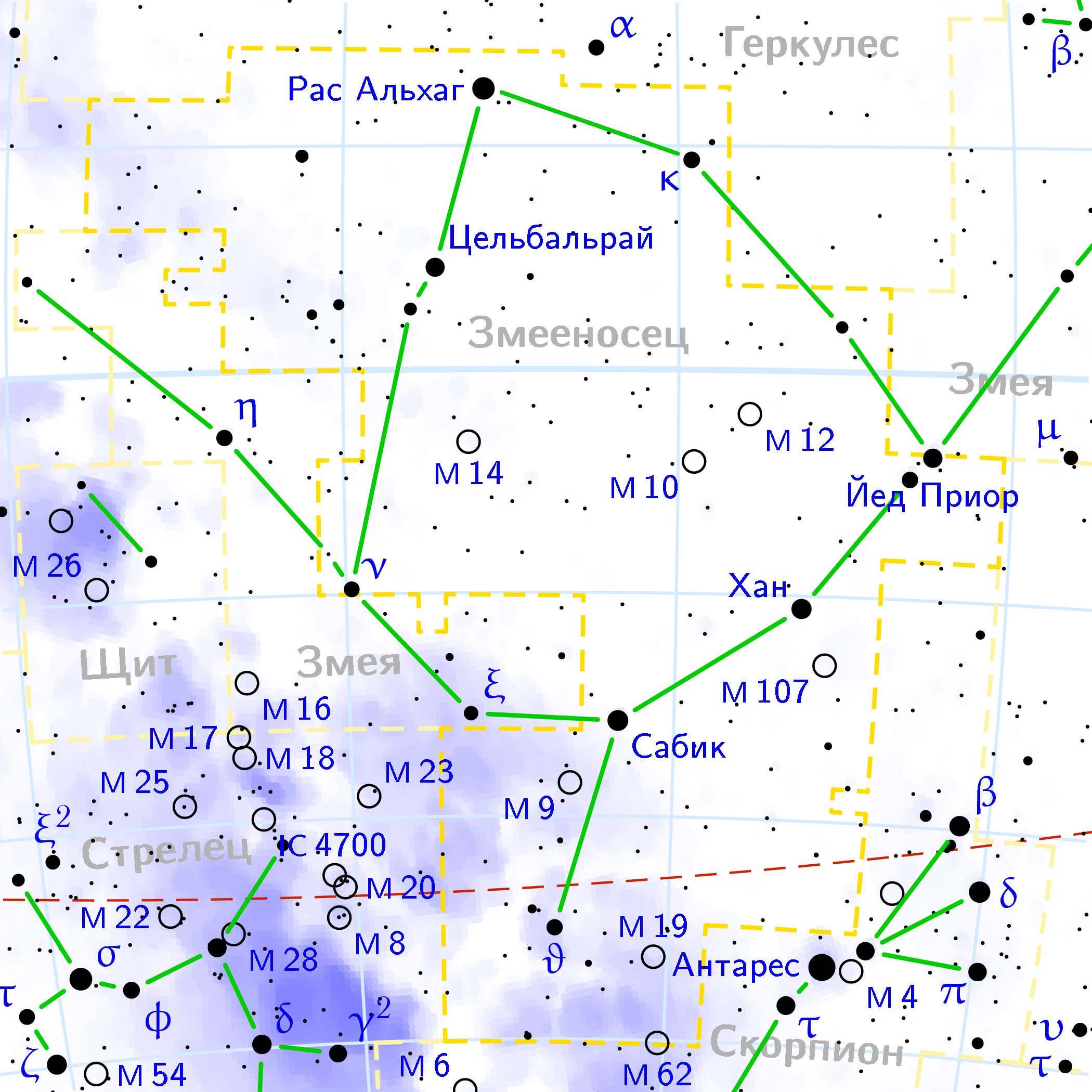
М10 в сузір'ї Змієносця

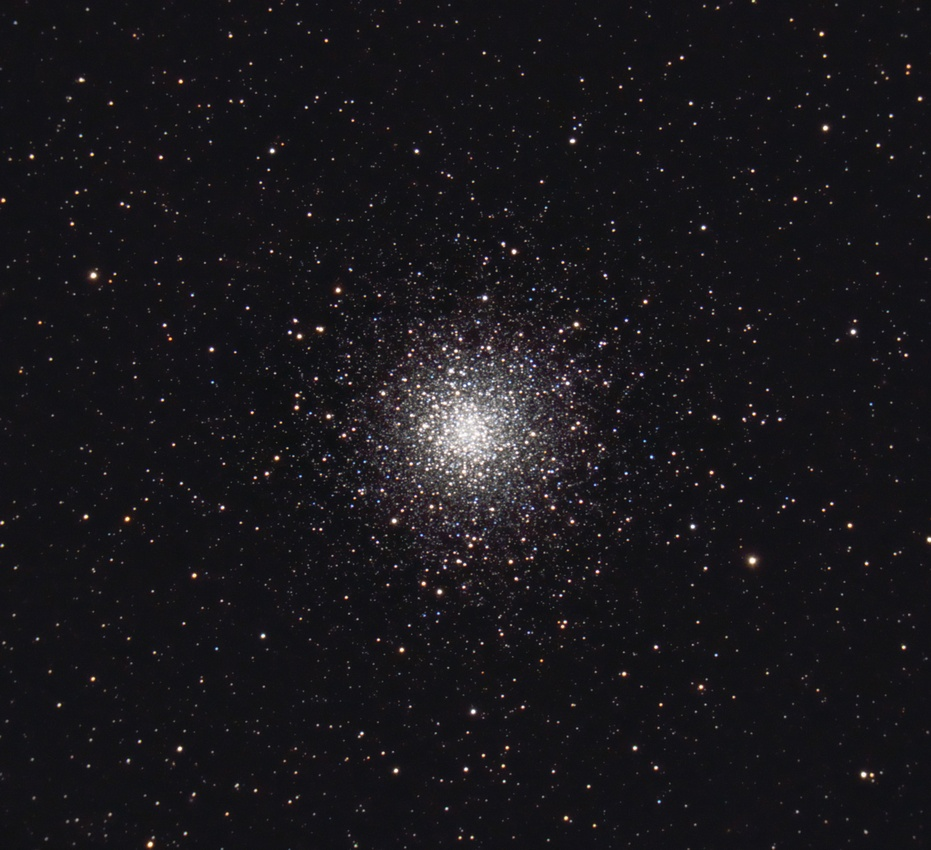
Мессьє 10 через телескоп

Це яскраве кулясте скупчення в центрі Змієносця доступно для спостережень літніми короткими ночами. Його можна помітити навіть у бінокль, проте, краще використовувати телескоп. У телескоп середньої апертури (127—180 мм) М10 розділяється на зірки і здається, що його ядро зміщене щодо гало. Так виглядають голови комет. При великих апертурах (від 350 мм) видна подвійність ядра і пара зоряних гілок, що радіально виходять з ядра.

### Сусіди по небу з каталогу Мессьє
- M12 — (на захід) менше концентроване, не настільки яскраве;
- M14 — (по далі на схід) дуже концентроване і щільне, далеке від нас кулясте скупчення;
- M107 — (на південь) більш тьмяне і менш помітне;

### Послідовність спостереження в «Марафоні Мессьє»
… М57 → М12 →М10 → М107 → М80 …